# Cápsula del tiempo
Para información sobre vehículos que viajan a través del tiempo, consultar Viaje a través del tiempo
Una cápsula o caja del tiempo es un recipiente hermético construido con el fin de guardar mensajes y objetos del presente para ser encontrados por generaciones futuras. La expresión cápsula del tiempo se usa desde 1937, aunque la idea es tan antigua como los primeros asentamientos humanos en Mesopotamia (actual Irak).
Hoy en día, el concepto de cápsula del tiempo se está popularizando. En Internet se pueden encontrar cápsulas del tiempo en formato digital como pueden ser fotografías, audios, textos o vídeos.
También hay vestigios arqueológicos tan bien conservados que podrían considerarse auténticas cápsulas del tiempo, como las ruinas de la antigua ciudad de Pompeya.
Las cápsulas del tiempo se pueden clasificar según dos criterios, dando como resultado cuatro clases: según si son intencionadas o inintencionadas (como Pompeya), y si están pensadas para ser recuperadas en una determinada fecha o no lo están.

## Cápsulas famosas

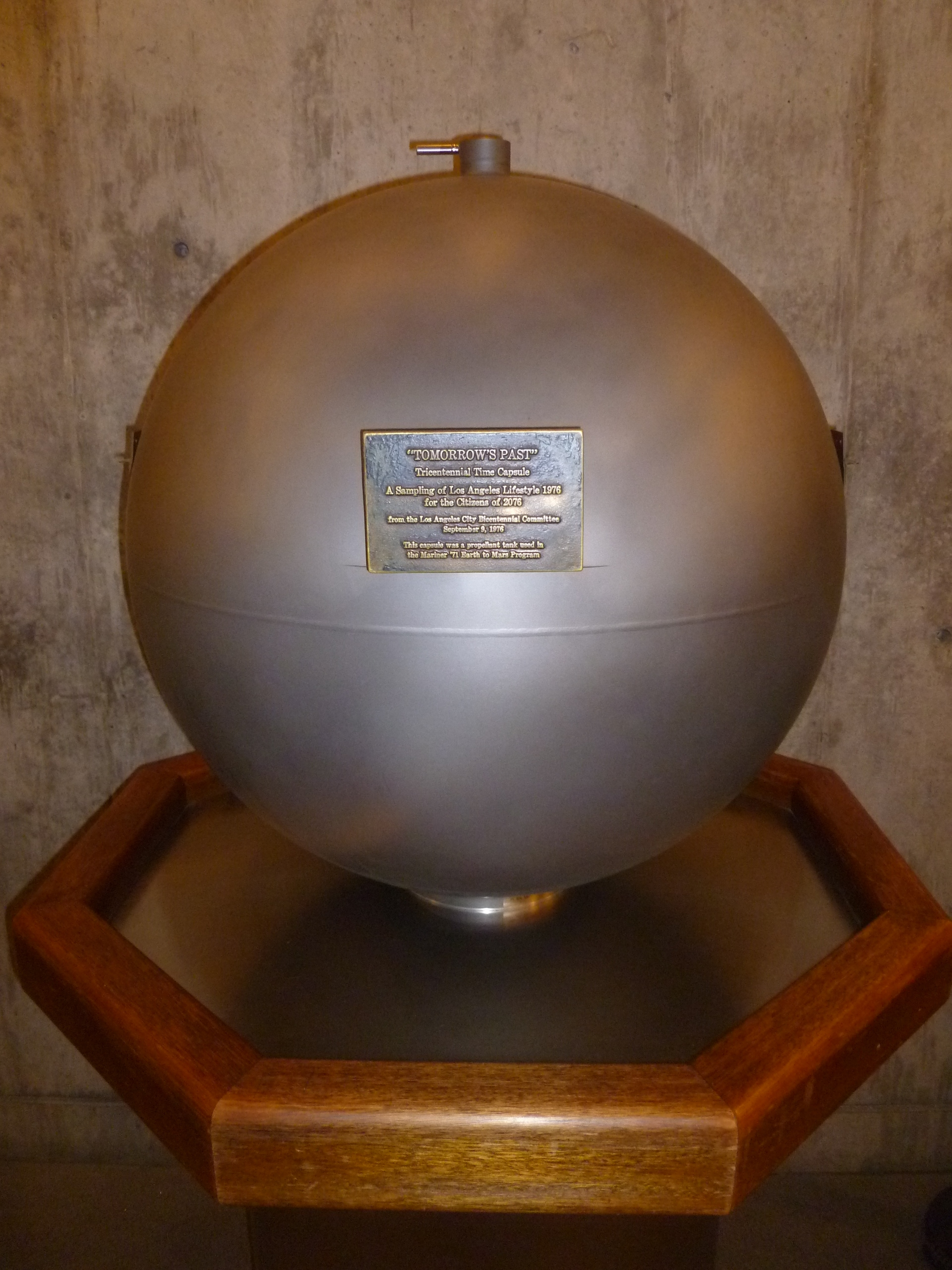
Cápsula del tiempo en el Observatorio Griffith

El concepto de la “cápsula del tiempo” no es reciente. El Poema de Gilgamesh, la primera obra literaria de la humanidad, empieza con instrucciones para encontrar una caja de cobre entre los cimientos de las murallas de Uruk, donde se dice que se encuentra escrita en una tabla de lapislázuli la historia de Gilgamesh. Se sabe que había otras cápsulas del tiempo hace 5000 años que tenían la forma de cofres escondidos en el interior de los muros de las ciudades mesopotámicas.
La Cripta de la Civilización de 1936, cuya apertura se programó para 8113, está considerada el primer intento moderno de crear una cápsula del tiempo.
En 1937, durante los preparativos de la Exposición Universal de Nueva York de 1939, se sugirió enterrar una “bomba del tiempo” durante 5.000 años (hasta 6939). Más tarde se cambió el nombre a “cápsula del tiempo”, por ser más discreto. El nombre “cápsula del tiempo” ha alcanzado popularidad desde entonces. La cápsula de la Exposición Universal de Nueva York fue creada por Westinghouse como parte de su exhibición. Medía 2.28 metros, pesaba 363 kg y tenía un diámetro interior de 16 centímetros. Westinghouse le puso el nombre de Cupaloy, aleación de níquel y plata, que es más dura que el acero.
En 1965 se enterró una segunda cápsula diez metros al norte de la original. Ambas cápsulas están enterradas 16 metros por debajo del Parque de Flushing Meadows, que albergó la exposición. La primera cápsula contenía objetos de uso cotidiano como una bobina de hilo y una muñeca, aunque también tenía, entre otros, un frasco de semillas y un microscopio. Varias bobinas de película condensaban los contenidos de diccionarios, almanaques y otros textos. También se incluyó un noticiario de RKO Pathe Pictures de 15 minutos de duración. Las dos cápsulas, enterradas en 1939 y 1965 fueron enterradas con el propósito de ser desenterradas el mismo año.
Westinghouse ha enterrado, más recientemente, una caja más pequeña que las anteriores bajo el Hotel Marriotte Marquis de Nueva York, en el corazón del distrito teatral de Nueva York.
En la actualidad hay dos cápsulas temporales “enterradas” en el espacio. En las dos sondas Voyager se han enviado dos discos de oro.
Una tercera cápsula del tiempo, el satélite KEO, será lanzada en algún momento, o cuando este disponible un vuelo con una órbita compatible con la de este, llevando consigo mensajes de habitantes de la Tierra dirigidos a los terrícolas del año 52.000, cuando KEO vuelva a la Tierra.
En 2009, cerca de la Plaza de las Cortes de Madrid se descubrió una caja de cobre de 1835. En ella se encontraron cuatro tomos del año 1819 del Quijote, un libro de la vida de Miguel de Cervantes y otras publicaciones.
En marzo de 2006 se encontró una pequeña sala oculta bajo el Puente de Brooklyn en la ciudad de Nueva York durante una inspección del puente. Los inspectores se sorprendieron al hallar botellas con agua, utensilios médicos y gran cantidad de cajas con paquetes de galletas saladas para aporte calórico. En algunas cajas aparecía la indicación "For Use Only After Enemy Attack" (Para Uso Solo Después de Ataque Enemigo). Las galletas saladas o crakers también tenían la indicación "Civil Defense All Purpose Survival Crackers" (Defensa Civil Galletas Multipropósito de Supervivencia). Dos de las fechas estampadas (1957 y 1962) en muchas de las cajas son bastante significativas. En 1957 los soviéticos lanzaron el Sputnik y en 1962 tuvo lugar la llamada Crisis de los misiles de Cuba. No se tiene conocimiento exacto de cuando se dejaron allí esos contenidos ni por qué quedó por años olvidado, aunque parece que algunas de las cajas fueron fabricadas por la Civil Defense Office (Oficina de Defensa Civil), una oficina creada por El Pentágono a principios de los años 60 con la misión de realizar actividades de preparación ante un ataque nuclear.
El 8 de octubre de 2014, se abrió en Nueva York una caja de bronce sellada en 1914 y que había sido encontrada en un almacén del barrio de Chelsea (Manhattan). En la misma había indicaciones de que se abriera en 1974 y en su interior se encontraron una colección de documentos, folletos y periódicos que reflejaban los intereses de los empresarios de principios de siglo. Desde el comercio de té, café y especias a otros productos, el béisbol y otros.
La Sociedad Internacional de las Cápsulas del Tiempo fue creada con el fin de mantener una base de datos mundial acerca de todas las cápsulas del tiempo existentes.

## Críticas

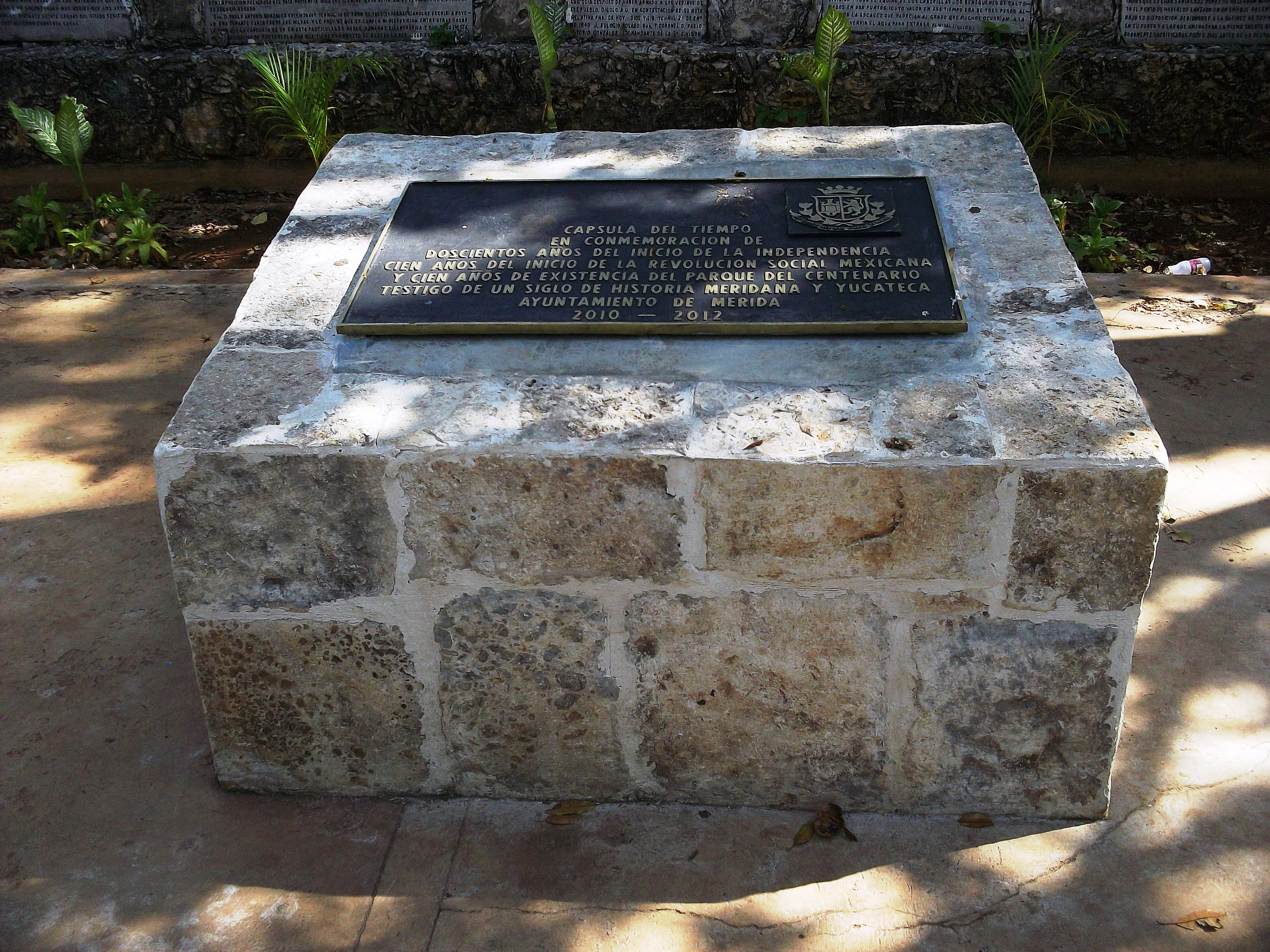
Cápsula del tiempo en Parque Zoológico del Centenario en Mérida, Yucatán. Contiene aproximadamente 100 objetos tales como una botella de licor, una caja de talco, una botella de gaseosa, artesanías de piedra y madera, periódicos, envolturas de galletas, monederos electrónicos, una memoria USB, un reloj, monedas, un calendario, una gorra de equipo de béisbol y el acta de la sesión Solemne de Cabildo del 15 de septiembre de 2010.

De acuerdo con el historiador y estudioso de cápsulas del tiempo William Jarvis, la mayoría de las cápsulas del tiempo normalmente no proporcionan mucha información útil. Se las rellena con “basura inútil”, que aporta muy poca información sobre la gente de la época. En cambio, las ruinas de Pompeya contienen una gran riqueza de objetos de uso cotidiano, como pintadas en las paredes, comida en las chimeneas y los restos de personas atrapadas en las cenizas volcánicas. Jarvis sugirió que los objetos que describiesen la vida de gente que crearon las cápsulas, como notas personales, dibujos y documentos, incrementarían en gran medida el valor de las cápsulas del tiempo para el historiador futuro.
Jarvis también señaló que hay muchos problemas concernientes a la selección de los recipientes que transmitirán la información al futuro. Algunos de esos problemas incluyen la obsolescencia de la tecnología y el deterioro de los medios de almacenamiento electromagnéticos. Muchas cápsulas del tiempo enterradas se pierden, pues el interés que despiertan se desvanece y la ubicación exacta se olvida, o son destruidas por cualquier causa, natural o no.